# 馬龍尼禮天主教墨西哥城黎巴嫩殉道者聖母教區
馬龍尼禮天主教墨西哥城黎巴嫩殉道者聖母教區（拉丁語：Eparchia Dominae Nostrae Martyrum Libanensium in Civitate Mexicana Maronitarum）是一個位於墨西哥的東儀天主教教區（馬龍尼禮教會），直屬聖座。
教區成立於1995年11月6日，2009年有教友150,817人、三個堂區、十名司鐸。現任教區主教為喬治·尤尼斯。